# Ron Crutchley
Ronald Crutchley (20 tháng 6 năm 1922 – tháng 8 năm 1987) là một cầu thủ bóng đá người Anh.
Sinh ra ở Walsall, Crutchley gia nhập Walsall năm 1945, ông nổi danh với vai trò "wing-half chăm chỉ phòng ngự". Sau 62 lần ra sân trong 4 mùa giải, ông gia nhập Shrewsbury Town năm 1950. Năm 1954 ông rời Shrewsbury và ký hợp đồng với Wellington Town.